# 彼得·卡门青
《彼得·卡门青》初版于1904年，是瑞士现代作家、诺贝尔文学奖获得者赫尔曼·黑塞的第一部小说，此书出版后立刻受到评论界和读者的一致赞誉，是他的成名之作。

## 章节标题
小说以“最初是神话。上帝在寻求自我的过程中，将印度人，希腊人和德国人的灵魂塑造为诗型，并将每个孩子的心灵都赋予诗性。”这部小说纯粹是诗意的，其主人公一直渴望成为一名诗人，以最美丽的形式展现人们的生活。彼得·卡门青（Peter Camenzind）很容易让人想起黑塞的其他主角，如悉达多、哥尔德蒙、哈利·哈莱尔。像他们一样，他深受痛苦，经历了许多智力、身体和精神之旅。在他的旅程中，他体验了德国，意大利，法国和瑞士的多样景观，以及人类在生活的不同阶段所表现出的广泛情感。他在本书后半部分的行为象徵著聖方濟各的善舉。
彼得·卡门青在青年时代怀着极大的野心离开山村，去体验世界并成为其中的居民。他从小就经历过母亲的病逝，渴望去上大學离开冷酷的父亲。在学习过程中，他遇到并爱上了画家埃米尼亞（Erminia Aglietti），并成为一位年轻的钢琴家理查德（Richard）的密友。由于后者的去世，他感到非常难过，他开始旅行並感受各种生活经历。
面对生活的沧桑，他不停地喝酒，以此来应对生活的艰辛和莫名其妙的陌生感。他後來遇见并爱上了伊丽莎白，即使她以后会嫁给另一个男人。然而，他穿越意大利的旅程在许多方面都改变了他，并增强了他热爱生活并在万物中看到美丽的能力。只有当他与病残的波比（Boppi）成为朋友时，他才真正体验到爱另一个人的意义。随着时间的流逝，他從波比身上见到人类最崇高精神的奇妙的反映，并且與他建立了不可磨灭的友谊。 波比去世后，彼得·卡门青回到了自己的家鄉，并照顾年迈的父亲。

## 創作背景
該書創作與一戰前夕，德国国力强盛而危机四伏；民族主义甚嚣尘上，叔本华和尼采成为新的偶像；以新奇为时髦的风气盛行，各种现代文艺流派应运而生。然而刚刚踏上文坛的黑塞却独辟蹊径，以浪漫主义的诗意的笔触塑造了彼得·卡门青这样一个不随俗合流的人物。小说主人公是瑞士中部山区一个农夫的儿子，少年时好梦想，他进城念完大学，涉足上流社会，终因不能适应都市里资本主义的物质和精神生活，便“力求从世界和社会返归自然”。